# Palicourea latifolia
Palicourea latifolia är en måreväxtart som beskrevs av Kurt Krause. Palicourea latifolia ingår i släktet Palicourea och familjen måreväxter. IUCN kategoriserar arten globalt som sårbar. Inga underarter finns listade i Catalogue of Life.